# Блатный, Зденек
Зденек Блатный (чеш. Zdeněk Blatný; род. 14 января 1981, Брно) — чешский хоккеист, нападающий. Чемпион мира среди молодёжных команд 2001 года.

## Карьера
Воспитанник клуба «Комета». За свою карьеру сменил много команд в различных лигах.
В чешской Экстралиге выступал за клубы «Орли Зноймо» и «Били Тигржи Либерец» (168 матчей, 18 голов)
С 2002 по 2005 год играл в НХЛ за «Атланту Трэшерз» и «Бостон Брюинз» (25 матчей, 3 гола).
В составе молодёжной сборной Чехии Блатный стал чемпионом мира в 2001 году (7 матчей, 5 голов). Завершил карьеру в 2015 году.

## Достижения
- Чемпион Западной хоккейной лиги 2000
- Чемпион мира среди молодёжи 2001
- Обладатель Кубка Колдера 2002
- Обладатель Кубка Келли 2002
- Чемпион Швеции 2007

## Статистика
- НХЛ — 25 игр, 3 очка (3 шайбы + 0 передач)
- Чешская экстралига — 168 игр, 58 очков (18+40)
- Открытый чемпионат Австрии — 150 игр, 105 очков (47+58)
- Чемпионат Швеции — 36 игр, 10 очков (5+5)
- Словацкая экстралига — 27 игр, 16 очков (4+12)
- Национальная лига А — 10 игр, 5 очков (2+3)
- Чемпионат Финляндии — 9 игр, 2 очка (1+1)
- Чемпионат Германии — 6 игр, 6 очков (2+4)
- Чемпионат Дании — 5 игр, 8 очков (3+5)
- АХЛ — 281 игра, 142 очка (57+85)
- Западная хоккейная лига — 213 игр, 258 очков (124+134)
- Лига Восточного побережья — 21 игра, 20 очков (7+13)
- Европейский трофей — 8 игр, 3 очка (2+1)
- Мемориальный кубок — 3 игры
- Всего за карьеру — 962 игры, 636 очков (275+361)